# Alsókerepec
Alsókerepec (ukránul: Нижній Коропець) település Ukrajnában, Kárpátalján, a Munkácsi járásban.

## Fekvése
Munkácstól délre, Dercen északi szomszédjában fekvő település.

## Nevének eredete
A Kerepec helységnév szláv víznévi eredetű, a falu a Szernye folyóba jobb felől ömlő Kerepec patak mellett települt, és e  patakról kapta a nevét (Кóропeць потік). A Kerepec víznévben a ruszin~ukrán кóроп ’ponty’ halnév szerepel. Az Alsó előtag a néhány kilométerrel északabbra fekvő Felsőkerepec nevének előtagjával van korrelációban, a helység déli fekvésére utal. A hivatalos ukrán Нижній Коропець párhuzamos névadással keletkezett.

## Története
Nevét már 1282-ben említették az oklevelek Kerepech néven (ZichyOkm. 1:50). Későbbi névváltozatai: 1365-ben Kerepech,
1530-ban Kiripetz (Conscr. Port.), 1543-ban és 1550-ben Kerepetz, 1808-ban Kerepecz (Alsó-), Koropec (Lipszky: Rep. 300),
1851-ben Puszta-Kerepecz (Fényes Elek 2: 203), 1877-ben Kerepec (Hnt.), 1881-ben Puszta-Kerepecz, Magyar-Kerepecz (Lehoczky 3:666), 1898-ban, 1907-ben és 1913-ban Kerepecz (Hnt.), 1925-ben Niţni Koropec, Pusta Kerepec, Alsókerepec, Pusztakerepecz
(ComBer.118), 1944-ben Alsókerepec (Hnt.), 1983-ban Нижній Коропець (ZO).
A település a középkorban elpusztult, hosszú időn keresztül puszta volt Dercen határában. Ezt bizonyítja a 19–20. század fordulóján használt Pusztakerepec elnevezés. 1913-ban már népes helység, az 1920-as években a cseh hatóságok a magyarok mellé ruszin lakosokat telepítettek a faluba.

## Népesség
Alsókerepecnek a 2025-es népszámlálás adatai szerint 823 lakosa volt.

## Nevezetességek
- Római katolikus temploma